# Centrum „Myrotworeć”
Centrum „Myrotworeć” (ukr. Центр «Миротворець» trb. Centr «Myrotworeć» trl. Centr «Mirotvorec′», [mɪrɔ'tvɔrɛt͡sʲ]) – ukraińska organizacja pozarządowa badająca przejawy zbrodni przeciwko podstawom bezpieczeństwa narodowego, pokoju, bezpieczeństwa ludzi oraz międzynarodowego prawa i porządku. Ośrodek prowadzi operacje kontrwywiadowcze, które wywołują aktywny sprzeciw rosyjskich służb specjalnych, które rozpoczęły polowanie na jego pracowników.

## Informacje ogólne

Godło Centrum „Myrotworeć” (używane od 2014 do 2022)

Utworzony wiosną 2014 roku w ramach pracy grupy wolontariuszy „Narodny Tył” przez grupę naukowców i ekspertów zajmujących się badaniem wspomnianych wyżej przestępstw jako stanowiących istotne zagrożenie dla państwa i społeczeństwa ukraińskiego.
Zadaniem centrum jest udzielanie pomocy informacyjno-doradczej władzom wykonawczym w celu ostatecznego ustanowienia pokoju i harmonii na Ukrainie. W swojej pracy Centrum zwraca szczególną uwagę na przejawy działań terrorystycznych i separatystycznych na terytorium Ukrainy.

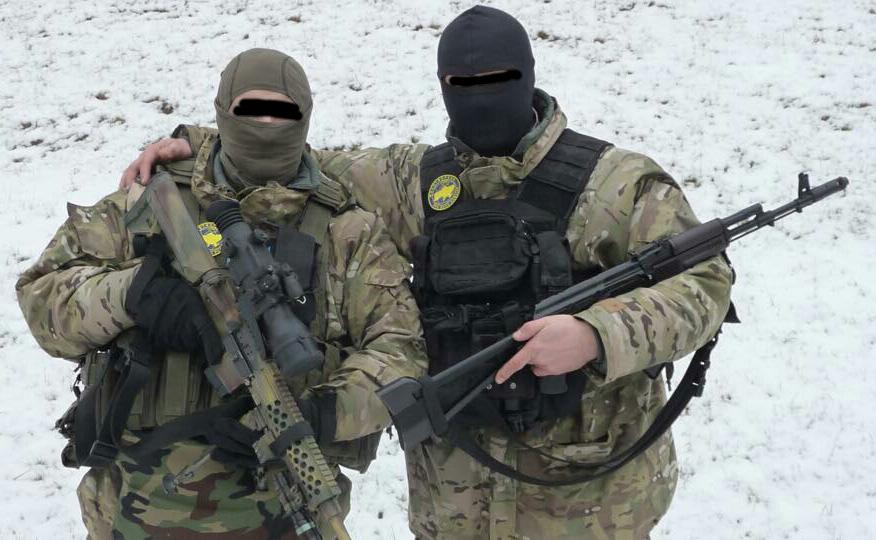
Pracownicy Centrum „Myrotworeć”

Źródłami informacji dla Centrum są przede wszystkim publicznie dostępne materiały z Internetu oraz publikacje drukowane. Centrum wykorzystuje metody OSINT. Ponadto Centrum wykorzystuje informacje przekazane przez osoby fizyczne na zasadzie poufności; zgodnie z obowiązującymi przepisami, informacje zawarte w anonimowych petycjach nie są wykorzystywane w pracy Centrum.
Głównymi użytkownikami informacji gromadzonych przez Centrum są SBU, Sztab Generalny Sił Zbrojnych, Ministerstwo Spraw Wewnętrznych Ukrainy, Państwowa Służba Graniczna, Państwowa Służba Więzienna, a także inne agencje rządowe i struktury komercyjne.
W kwietniu 2020 roku szef Centrum zaznaczył, że oprócz publicznie dostępnych danych, Centrum „Myrotworeć” posiada szereg niepublicznych danych o uczestnikach swojej bazy danych. Dane te są udostępniane na oficjalne żądanie organów ścigania Ukrainy i państw członkowskich NATO.
Mottem Centrum jest łacińska fraza „Pro bono publico” (pol. dla dobra publicznego).

## Historia
Praca Centrum rozpoczęła się w marcu 2014 roku. Od samego początku powstania Centrum rosyjska propaganda i niektóre ukraińskie media promowały tezę, że przywódcami Centrum „Myrotworeć” są Doradca Ministra Spraw Wewnętrznych Ukrainy Anton Heraszczenko i Heorhij Tuka, choć samo Centrum nie ukrywa, że jego dyrektorem jest Roman Zajcew – były pracownik SBU. 10 października 2019 Prezydent Ukrainy Zełenski powiedział, że Anton Heraszczenko nie jest powiązany z Centrum „Myrotworeć”. 24 listopada 2019 poinformowano, że pomysł na utworzenie Centrum „Myrotworeć” miał szpieg Głównej Dyrekcji Rozpoznania Ministerstwa Obrony Ukrainy – Edward Matiucha.
Dzięki pracy Centrum w 2014 r. na Ukrainie zidentyfikowano i zatrzymano znaczną liczbę terrorystów, rosyjskich najemników i przedstawicieli ruchów separatystycznych. Praca Centrum została wysoko oceniona, w szczególności przez dowódcę Batalionu „Myrotworeć” Andrija Teteruka oraz Antona Heraszczenko.
Niemal od samego początku strony internetowej „Myrotworeć”, ze względu na jej skuteczność i wynikającą z niej panikę wśród separatystów, jej bazę danych w prasie rosyjskiej i prorosyjskiej, a także wśród prorosyjskich separatystów i rosyjskich najemników zaczęto nazywać „listami egzekucyjnymi”.
Ilja Kiwa, będąc zastępcą szefa Departamentu Regionalnego Ministerstwa Spraw Wewnętrznych w obwodzie donieckim, jako pierwszy z głównych organów jednostek terytorialnych Ministerstwa Spraw Wewnętrznych celowo wdrożył bazę danych Centrum „Myrotworeć” do użytku podczas pracy operacyjnej.
W październiku 2015 r., po rozpoczęciu operacji „Zalyot”, deputowany Andrij Teteruk powiedział, że na bazie Centrum „Myrotworeć” zostanie utworzona jednostka specjalna na przykładzie „Mosadu”.
Centrum „Myrotworeć” wielokrotnie publikowało informacje o udziale cudzoziemców w konflikcie zbrojnym po stronie prorosyjskich terrorystów. Na początku marca 2016 r. zgodnie z materiałami Centrum organy ścigania Bułgarii rozpoczęły postępowanie karne przeciwko obywatelowi Bułgarii Georgi Blyznakova i rozpatrzyły podobne materiały dostarczone przez Centrum na temat kilku innych obywateli Bułgarii.
W dniu 27 grudnia 2017 roku pracownicy Centrum z błogosławieństwa Jego Świątobliwości Patriarchy Kijowskiego i całej Rusi-Ukrainy Filareta otrzymali medal „Za poświęcenie i miłość do Ukrainy”. Przewodniczący Synodu nad duchowieństwem wojskowym Ukraińskiego Kościoła Prawosławnego Patriarchatu Kijowskiego, metropolita Jan (Jaremenko) nagrodził pracowników, a także powitał pracowników Centrum z okazji Dnia Ukraińskiego Kontrwywiadu.
Według słów kierownika Centrum, w październiku 2014 r. w bazie znajdowało się 4,5 tys. osób; 16 grudnia – 7,5 tys.; w styczniu 2015 r. – 9 tys.; 13 kwietnia – 30 tys.; w październiku tego samego roku – 45 tys. osób; na 21 marca 2016 r. – 57 775 osób; na 27 stycznia 2017 r. – ponad 102 tys.; na 23.08.2019 r. – 187 tys. Najbardziej kompletne dane zawarte w bazie dotyczą zdrajców Ojczyzny i sojuszników okupantów, które mieszkają na terenie okupowanej przez Rosję Autonomicznej Republiki Krymu.
W lutym 2018 r. Przewodniczący Komisji Obrony i Bezpieczeństwa Rady Federacji Rosji Frac Klincewicz stwierdził, że rosyjskie służby specjalne znają tożsamość wszystkich, którzy w jakiś sposób są zaangażowani w stronę internetową „Myrotworeć”.
W dniu 8 października 2018 r. Myrotworeć opublikował raport dotyczący włączenia do bazy danych 313 osób mieszkających na Zakarpaciu, które oprócz ukraińskiego obywatelstwa, posiadają również węgierskie. Doniesiono również, że Myrotworeć otworzył biuro na Zakarpaciu, a dane dotyczące obywateli z podwójnym obywatelstwem były zbierane „przy aktywnym wsparciu przedstawicieli społeczeństwa”.
Pierwszy wiceszef Zakarpackiej Obwodowej Administracji Państwowej Jarosław Hałas powiedział, że urzędnicy z bazy „Myrotworeć” będą sprawdzani w rzeczywistości, aby znaleźć informacje na temat obywatelstwa węgierskiego.
W dniu 10 października 2018 r. media podały, że ambasador Ukrainy na Węgrzech Lubow Nepop została wezwana do Ministerstwa Spraw Zagranicznych Węgier w związku z publikacją Centrum „Myrotworeć”. Na początku września 2018 roku organizacja pozarządowa „Uspiszna Warta”, kontrolowana przez Aleksandra Klimenkę, która w tym czasie ukrywała się przed ukraińskimi organami ścigania w Rosji, zwróciła się do GPU z oświadczeniem o popełnieniu przez pracowników Centrum przestępstw kryminalnych, domagając się otwarcia postępowania i zamknięcie strony „Myrotworeć”. Wniosek był uzasadniony tym, że sądy ukraińskie zbyt aktywnie wykorzystują materiały Centrum jako dowód w postępowaniu sądowym. Według stanu na wrzesień 2018 r. organizacja „Uspiszna Warta” znalazła 101 orzeczeń sądowych na stronie internetowej Ujednoliconego rejestru postępowań przedprocesowych, które wykorzystały materiały Centrum jako dowód. Biorąc pod uwagę fakt, że źródła materiałów często nie są publikowane, liczba ta może być niedoszacowana.
W nocy z 28 na 29 lipca 2020 r. na terenie Białorusi zatrzymano 33 najemników PWF „Wagner”, z których większość (według różnych źródeł 21 lub 24) była dostępna w bazach danych Centrum.

## Personel
Szefem Centrum jest Roman Zajcew, były pracownik Wydziału Terytorialnego SBU w obwodzie ługańskim. Centrum zatrudnia nieznaną liczbę pracowników zarówno na Ukrainie, jak i za granicą. W ciągu półtora roku działalności Centrum poniosło straty: osoby zaginione, zabite oraz ranne.

## Operacje
Zaczynając od wiosny 2015 roku wiadomo o kilku operacjach specjalnych prowadzonych przez pracowników Centrum:
Operacja „Giulczataj”. Wykorzystując rezonans medialny wywołany zabójstwami Oleha Kałasznikowa i Olesia Buzyny, otrzymano dane osobowe dużej liczby (kilka lub kilkadziesiąt tysięcy) bojowników DRL i LRL, rosyjskich najemników, rosyjskich żołnierzy walczących na terytorium Ukrainie i innych.
Operacja „Razwodnoj klucz”. W trakcie operacji przechwycono kilkaset tysięcy euro oraz specjalny sprzęt wojskowy zebrany przez zwolenników DRL i LRL w krajach UE i Stanach Zjednoczonych. Przechwycone koszty i sprzęt były skierowane na potrzeby Sił Zbrojnych Ukrainy. Również w trakcie operacji pracownicy Centrum otrzymali informacje operacyjne o działaniach bojowników DRL w rejonie Słowiańska i Kramatorska.
Po tych operacjach pracownicy Centrum otrzymali medale i broń osobistą.
Operacja Barbaryska. Podczas wieloetapowej operacji pod koniec kwietnia 2015 r. pracownicy Centrum otrzymali część (przynajmniej tę, która dotyczy Grupy Wojsk „Północ”) planu letniej kampanii wojskowej Sił Zbrojnych Rosji przeciwko Ukrainie. Zgodnie z planem okupacja Lewobrzeżnej Ukrainy miała nastąpić w ciągu 15 dni. Jak mówił Anton Heraszczenko, przekazanie tego planu przedstawicielom NATO było ważnym czynnikiem przy podejmowaniu decyzji o transferze dodatkowego sprzętu i uzbrojenia do Europy Wschodniej.
Operacja „Zalot”. W październiku 2015 roku Centrum „Myrotworeć” wraz z pracownikami serwisu InformNapalm rozpoczęło identyfikację i publikację danych osobowych rosyjskich pilotów biorących udział w bombardowaniu Syrii. Początek operacji wywołał niezwykle ostrą reakcję administracji Prezydenta Rosji oraz rosyjskich ekspertów w dziedzinie wojskowej sprawy i operacji specjalnych. Po opublikowaniu, Komitet Śledczy Rosji inicjował postępowanie karne przeciwko Antonowi Heraszczenko za „publiczne wezwania do terroryzmu”.
Jak zauważono w publikacjach serwisu InformNapalm, ważnym elementem operacji było porównanie numerów samolotów Su-24 z bazy lotniczej Chagol (Rosja) i tego samego typu samolotów przekazanych do Syrii: kilka dni po rozpoczęciu operacji rosyjskie kanały telewizyjne zaczęli ukrywać numery wojskowych samolotów znajdujących się w Syrii podczas ich nagrywania na wideo. Później Ministerstwo Spraw Zagranicznych Rosji zwróciło się do rządu kanadyjskiego z żądaniem usunięcia danych rosyjskich pilotów zamieszczonych na stronie internetowej „Myrotworeć” (wówczas podlegała kanadyjskiej jurysdykcji).
Operacja „Otżym”. Pod koniec 2015 r. kierownik Centrum poinformował o otrzymaniu dużej liczby (70%) kwestionariuszy bojowników, które mimo prac rosyjskiego kontrwywiadu zostały przesłane do NOW za pośrednictwem „wojskowych biur rejestracji i werbunku” DRL.
Operacja „Gejsza”. Wiosną i latem 2016 roku pracownicy Centrum kontrolowali kanały komunikacyjne pomiędzy siecią agentów wywiadu DRL a ich operatorem, Oleną Heisztorową (pracownikiem Ministerstwa Bezpieczeństwa Państwowego DRL). W związku z tym na terytorium kontrolowanym przez Ukrainę odnaleziono i zatrzymano 23 agentów, którzy zbierali informacje o rozmieszczeniu jednostek Sił Zbrojnych w rejonie Torećk – Kostantynówka, o transporcie wojskowym transportem kolejowym, przygotowywaniu się do zabicia rannych ukraińskich żołnierzy w jednym ze szpitali w zonie ATO. Korzystając z wyników operacji prowadzonej przez Centrum, SBU i MSW zlikwidowały tę sieć agencyjną.
Tatiana Jegorowa i dziennikarze. 3 sierpnia 2016 roku opublikowano archiwum skrzynki pocztowej Tatiany Jegorowej, funkcjonariusza DRL MGB, odpowiedzialnego za współpracę z dziennikarzami. Archiwum zawiera korespondencję między MGB DRL a przedstawicielami mediów ukraińskich i zagranicznych (kanał telewizyjny „Inter”, kanał telewizyjny „Ukraina”, ICTV, Gazeta Wyborcza i wiele innych), w której ci ostatni koordynowali treść swoich programów i publikacji z życzeniami służb specjalnych DRL i Rosji. Ponadto archiwum zawierało dowody na działalność wywiadowczą służb wywiadowczych DRL i Rosji wśród ukraińskich dziennikarzy: w szczególności raport funkcjonariusza DRL MGB na temat rekrutacji dziennikarza Nazarija Nadżohy. Załączona do korespondencji lista dziennikarzy zbiegła się z listami dziennikarzy akredytowanych przez DRL. Tym samym potwierdził się fakt współpracy dziennikarzy ze służbami specjalnymi terrorystów, który opublikował wcześniej „Myrotworeć”.
Operacja „Kameleon”. 21 sierpnia 2016 Centrum „Myrotworeć” opublikowało bazę danych dotyczącą 4489 osób, które zgłosiły się na ochotnika do działań wojennych oraz wywrotowej działalności przeciwko Ukrainie. Baza składała się z przedstawicieli różnych krajów. Dziennikarze „Naszej Niwy” sprawdzili wspomnianych w niej obywateli Białorusi i doszli do wniosku, że baza nie była „fałszywa”, a osoby w niej zawarte rzeczywiście zamierzały walczyć z Ukrainą.
Operacja „Rajok”. Jesienią 2016 r. Funkcjonariusze MGB DRL i LRL ujawnili informacje o operacji Centrum „Myrotworeć”, w wyniku której członek „Związku Ochotników Donbasu” przekazał Centrum ok. 3000 ankiet od rosyjskich bojowników biorących udział w działaniach wojennych na terytorium Ukrainy. Samo Centrum „Myrotworeć” nie wypowiadało się wówczas na temat tej operacji.
Operacja „Blesna”. W 2016 roku Centrum „Myrotworeć” przeprowadziło operację identyfikacji rosyjskiego agenta, który udzielił wrogowi informacji o ruchu ukraińskiej techniki wojskowej i ładunków wojskowych na terenie operacji antyterrorystycznej. Agent był pracownikiem wydziału transportu Ministerstwa Spraw Wewnętrznych o przezwisku „Szczuka”, który przebywał w zonie walk podczas podróży służbowych. Ważną rolę w operacji wykonywanej przez Centrum przypisał dołączony do jej przebiegu na jednym z pośrednich etapów Jewhen Karas.
Akcja „Za dwoma zającami”. Na początku 2019 roku Centrum „Myrotworeć” opublikowało dane o operacji rozpoczętej w 2016 roku. W trakcie operacji pracownicy Centrum stworzyli sieć stron internetowych rekrutujących najemników do służby w kilku prywatnych firmach wojskowych (w tym Wagner), które popełniają zbrodnie wojenne na terytorium Ukrainy oraz innych krajów (Syria, Wenezuela, Republika Środkowoafrykańska itp.). W ramach tzw. „procedur rekrutacyjnych” rosyjscy najemnicy przeszli wywiady wideo, podczas których zeznawali o swoim udziale w okupacji Krymu, udziale w działaniach wojennych na terytorium Ukrainy i innych krajów, a także wymieniali innych członków nielegalnych grup zbrojnych Rosji i ich dowódców. Przedstawiciele Centrum poinformowali, że materiał wideo z wywiadu został wykorzystany przez ukraińskie służby specjalne w pracach operacyjnych, a następnie przekazany do międzynarodowych sądów w celu wzmocnienia dowodów rosyjskiej agresji.

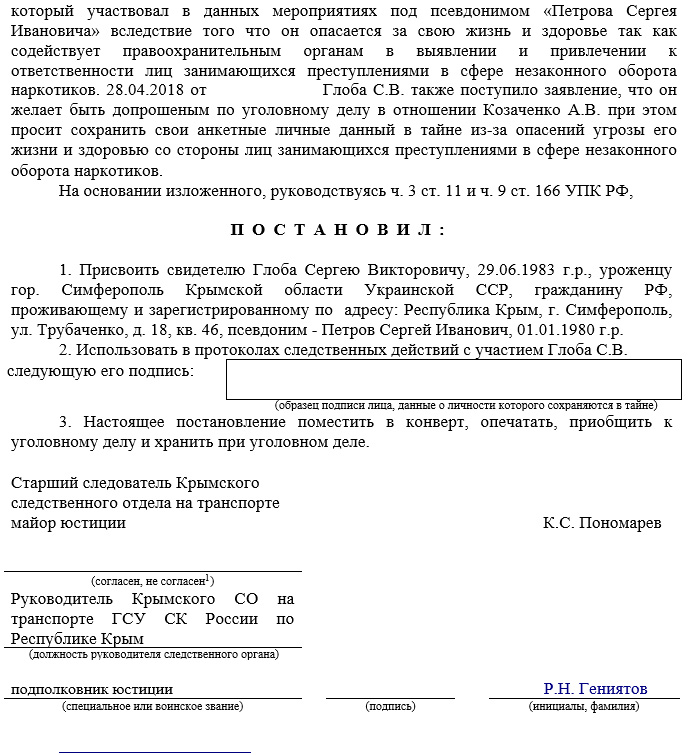
Dokument o nadaniu pseudonimu operacyjnego agentowi-prowokatorowi rosyjskich służb specjalnych na okupowanym terytorium Autonomicznej Republiki Krym, który został zatwierdzony przez podpułkownika Genijatowa, który był otrzymany podczas operacji „Regata”.

Operacja „Regatta”. Pod koniec marca i na początku kwietnia 2019 r. Centrum „Myrotworeć” opublikowało dane dotyczące kontynuacji swoich działań przeciwko „Związkowi Wolontariuszy Donbasu” (ZWD). Operacja Regatta, częściowo objęta poprzednią operacją Rajok, miała początkowo na celu ujawnienie i przejęcie kontroli nad sieciami wywiadowczymi rosyjskich służb specjalnych na terytorium Ukrainy, w których tworzeniu i zarządzaniu brali udział przedstawiciele ZWD. W tym celu mieszkańcom terenów okupowanych, powiązanym z członkami ZWD, którzy wjechali na terytorium kontrolowane przez ukraiński rząd w celu zakupu podrobionych programów komputerowych, w Odessie a innych miastach sprzedawały ze szpiegowskimi „zakładkami”. Dzięki tym „zakładkom” pracownicy Centrum przejęli kontrolę nad kanałami przekazywania poufnych danych przez ugrupowania zbrojne i rosyjską administrację okupacyjną na czasowo okupowanym terytorium Autonomicznej Republiki Krym. Uzyskane z tych kanałów dokumenty (patrz ilustracja) posłużyły później do rekrutacji sojuszników okupanta przez ukraińskie służby specjalne.
Jednak podczas operacji uzyskano również dane o finansowaniu akcji ruchu „Kto zamówił Katię Handziuk?” oraz część wyborów prezydenckich Wolodymyra Zełenskiego, która była finansowana przez rosyjskie służby specjalne przy pomocy giełdy kryptowaluty WEX, kontrolowaną przez ZWD. Następnie kierownictwo Centrum zdecydowało o opublikowaniu oryginalnego zrzutu korespondencji z kontrolowanej skrzynki jednego z członków ZWD i zwróciło się do SBU o weryfikację powyższych danych. Autentyczność tej korespondencji potwierdziła w szczególności grupa OSINT Bellingcat.
Operacja „Antracyt”. 21 czerwca 2019 roku Heorhij Tuka ogłosił zakończenie trwającej dwa i pół roku Operacji Antracyt zorganizowanej przez Centrum „Myrotworeć” i zebrał dane o 25 tysiącach osób przekraczających granicę ukraińsko-rosyjską na niekontrolowanym obszarze Ukrainy. Około 80% tych osób to członkowie nielegalnych ugrupowań zbrojnych.
Nazwa nieznana. W lutym 2019 roku Centrum opublikowało dane i analizę działań rosyjskiej formacji zbrojnej „Legion Imperski” na Ukrainie. Dane świadczą o udziale setek obywateli Rosji w działaniach zbrojnych na Ukrainie; lokalizacje formacji zbrojnych rosyjskich najemników w Donbasie, dane osobowe i zdjęcia najemników ujawniających ich nielegalną działalność. Jednak „Myrotworeć” nie podał danych na temat sposobu uzyskania tych informacji, a także metod ich analizy. W dniu 6 czerwca 2019 roku „Legion” potwierdził w artykule prawdziwość danych Centrum „Myrotworeć” oraz prawidłowość wniosków grupy eksperckiej Centrum. Jednocześnie „Legion” podkreślił, że większość z tych danych nie jest publikowana w domenie publicznej i można je uzyskać jedynie w wyniku działań operacyjnych i wywiadowczych. „Legion” zarzucił ten wyciek informacji rosyjskim służbom specjalnym, które monitorują działania rosyjskich najemników.
Nazwa nieznana. W dniu 15 listopada 2019 r. Centrum opublikowało cztery wideo przedstawiające rosyjskie wojsko torturujące miejscowego w Syrii, a następnie ścięcie mu głowy, odcięcie mu ramion i spalenie (jedno z nagrań zostało wcześniej opublikowane w Internecie przez syryjskie opozycyjne środki masowego przekazu). Centrum twierdziło, że zidentyfikowano co najmniej trzech uczestników tortur.
Operacja „Polowanie na zająca”. Jesienią 2019 roku, pracownicy Centrum pod przykrywką rekruterów rosyjskiej PFW poszli na kontakt z rosyjskim wojskowym z miasta Morszansk Dmytrom Zajcewym. W trakcie rozmów Zajcew przekazał pracownikom Centrum oryginalne dokumenty dotyczące służby w Syrii oraz dowody współpracy armii rosyjskiej i służb specjalnych z organizacją terrorystyczną Hezbollah. Następnie Zajcew, zgadzając się na udział w terrorze i pozasądowych zabójstwach tatarów krymskich, wyjechał do okupowanego Symferopola. Wszystkie ruchy Zajcewa i negocjacje z nim zostały udokumentowane na wideo. W trakcie relacji operacji stało się jasne, że Centrum „Myrotworeć” wielokrotnie brał udział w rekrutacji rosyjskich sił zbrojnych na zlecenie rosyjskiej PFW dla rzekomo operacji poza granicami Rosji.
Nazwa nieznana. W maju 2020 roku Centrum opublikowało dowody dołączenia przez rosyjskie służby specjalne urzędników kilku krajów i organizacji międzynarodowych w legitymizację aneksji Krymu, ujawniając tym samym pracę tych urzędników jako rosyjskich agentów wpływu.
Nazwa nieznana. W lipcu 2020 roku Centrum ujawniło zrzut skrzynki pocztowej pomocnika rosyjskiego urzędnika Borysa Rapoporta. Listy elektroniczne wykazały, że urzędnik ery Janukowycza i aktywny prorosyjski polityk, Andrij Portnow, pod pseudonimem „Kazbek”, prowadził siatkę wywiadowczą na Ukrainie podczas rosyjskich operacji wojskowych przeciwko Ukrainie. Dzięki tej sieci wydobywał i przekazywał do Rosji dane o tajnych akcjach operacyjno-poszukiwawczych ukraińskich służb specjalnych i MSW, organizował kampanie informacyjne dyskredytujące ukraiński rząd, tworzył i wspierał „stowarzyszenia społeczne” działające na rzecz państwa-agresora itp.

## Projekt Identigraf
W lipcu 2017 roku zarząd Centrum poinformował o planowanym uruchomieniu odrębnego projektu z rozpoznawaniem twarzy na zdjęciach i filmach w rocznicę odzyskania przez Ukrainę niepodległości (24 sierpnia 2017). Oficjalna nazwa projektu brzmiała „Identigraf”, nieoficjalna – „Mordorozpiznawacz”. Projekt i jego komponenty techniczne finansowane były przez crowdfunding, a projektowanie trwało około roku. Funkcja rozpoznawania twarzy i automatycznego porównywania z dostępnymi obrazami z archiwum strony internetowej „Myrotworeć” powinna być publicznie dostępna z urządzeń mobilnych.

## Relacje z agencjami rządowymi
Po tym, jak portal Myrotworeć stał się popularnym medium w związku ze specjalnymi operacjami zorganizowanymi przez Centrum, Rzecznik Praw Obywatelskich Ukrainy Waleria Lutkowska zażądała zamknięcia strony i zakończenia pracy Centrum, powołując się na nadużycia danych osobowych obywateli Ukrainy. W odpowiedzi Służba Bezpieczeństwa Ukrainy wydała oświadczenie z twierdzeniem, że nie widzi przestępstw według ukraińskiego prawa w działalności centrum „Myrotworeć”.
Latem 2015 r. kierownictwo Ministerstwa Spraw Wewnętrznych Ukrainy w obwodzie ługańskim doceniło skuteczność strony internetowej „Myrotworeć” i jej wykorzystanie w pracy operacyjnej. 7 maja 2016 r. na stronie internetowej Centrum opublikowano listę 4680 dziennikarzy posiadających akredytację „władnych struktur” DRL. Administracja Centrum wyjaśniła, że baza danych powstała w wyniku operacji włamania się na serwery „Ministerstwa Informacji DRL”. Do nazwisk, imion oraz imion ojców dziennikarzy były także dodane telefony komórkowe i adresy e-mail. Po publikacji około 30 dziennikarzy wymienionych w bazie danych, a także deputat Rady Najwyższej Ukrainy Wiktorija Siumar napisali list otwarty, żądając natychmiastowego usunięcia bazy danych z dostępu. Na wymogę grupy dziennikarzy, do których dołączyła się Wiceminister ds. Polityki Informacyjnej Tatiana Popowa, prokuratura w Kijowie rozpoczęła postępowanie karne przeciwko pracownikom Centrum. Tatiana Popowa była początkowo jedyną osobą w rządzie, która sprzeciwiła się publikacji list . Później, z potępieniem publikacji bazy danych i żądaniem ukarania pracowników Centrum wypowiedzieli się Delegat UE na Ukrainę Jan Tombiński, upoważniony OBWE ds. wolności prasy Dunja Mijatovic, Ministerstwo Spraw Zagranicznych Rosji, Departament Stanu Stanów Zjednoczonych, Rzecznik Praw Obywatelskich Ukrainy Valeria Lutkovskaya oraz kilka międzynarodowych organizacji dziennikarskich, takich jak „Komitet Ochrony Dziennikarzy”.
Z uwagi na presję i groźbę przekazania informacji w toku śledztwa w postępowaniu karnym, dane pracowników Centrum zatrudnionych na stałe lub sporadycznie na terytorium DRL i LRL, 13 maja kierownictwo Centrum wydało oświadczenie o jego zamknięciu.
Zamknięcie strony internetowej „Myrotworeć” wywołało poważne oburzenie społeczne i doprowadziło do masowych petycji internetowych i ulicznych protestów wspierających to Centrum. 19 maja 2016 r. podczas wiecu protestującego przeciwko zamknięciu strony internetowej publiczność (głównie przedstawiciele ruchów „Prawy Sektor” i C14) weszła do budynku MPI, gdzie kierownictwo Ministerstwa spotkało się z nimi w celu wyjaśnienia swojej pozycji. Po wywiadzie Tetiana Popowa zgodziła się tylko z organizatorami pikiety Ministerstwa – z C14. Przyjęli jej pozycję i stwierdzili, że pracownicy Centrum „Myrotworeć” postąpili nieprawidłowo w stosunku do dziennikarzy.
Strona internetowa Centrum „Myrotworeć” została ponownie otwarta, pozostawiając opublikowaną bazę dziennikarzy, która wywołała protesty, a następnie dodając podobną bazę na późniejszy okres. Później dyrektor Centrum wyjaśnił motywy publikacji danych dziennikarzy prasowych. Jednak skandal wokół publikacji nie ucichł: 2 czerwca 2016 r. Ambasadorowie „G7” wydali wspólne oświadczenie domagające się od Centrum usunięcia danych dziennikarzy z serwisu. Następnego dnia prezydent Ukrainy Petro Poroszenko podczas konferencji prasowej powiedział, że potępi publikację danych osobowych dziennikarzy na stronie internetowej „Myrotworeć”, ale nie ma możliwości wpływu na niezależny internetowy serwis i uważa, że wywieranie takiej presji jest niewłaściwe.
17 maja 2017 r. Narodowy Bank Ukrainy nadesłał oficjalny list do ukraińskich stowarzyszeń bankowych „W sprawie wykazu źródeł informacji do wyszukiwania i analizy informacji”, w którym zalecił w celu „przeciwdziałanie legalizacji pieniędzy, otrzymanych przestępczą metodą, finansowaniu terroryzmu i rozprzestrzeniania broni masowego rażenia”, skorzystanie z danych strony „Myrotworeć”.
W raporcie Wysokiego Komisarza ONZ ds. Praw Człowieka w sprawie przestrzegania praw człowieka na Ukrainie w okresie od 16 maja do 15 sierpnia 2017 r. dwukrotnie wspomniano o Centrum „Myrotworeć”. Po pierwsze, z zadowoleniem przyjęto rozpoczęcie postępowania karnego przeciwko Centrum odnośnie do faktu „publikacji danych osobowych pracowników mediów i działaczy organizacji pozarządowych, zwanych sojusznikami terrorystów”; po drugie, zalecono szybkie i skuteczne śledztwo w sprawie ewentualnych naruszeń prawa w toku prac Centrum.
W listopadzie 2017 roku rosyjskie MSZ wysłało notę do rządu USA z żądaniem zaprzestania hostingu strony w Stanach Zjednoczonych.
22 maja 2019 r. Komisja Rady Federacji Zgromadzenia Federalnego Rosji wezwała OBWE do zmobilizowania wysiłków państw członkowskich OBWE w celu zamknięcia strony „Myrotworeć”.
10 października 2019 roku Prezydent Ukrainy Zełenski powiedział, że nie zamierza zamykać strony „Myrotworeć”. Kilka dni później przedstawiciele Europejskiego Trybunału Praw Człowieka i zastępca szefa Misji Obserwacyjnej ONZ zażądali zamknięcia tej strony, powołując się na fakt, że bojownik NOW DRL został zabity pod jego adresem domowym opublikowanym przez „Myrotworeć”. Jednocześnie analityk polityczny Mychajło Pohrebinski zaproponował prezydentowi Zełenskiemu zwolnić Antona Heraszczenkę ze stanowiska wiceministra w przypadku dalszego funkcjonowania strony „Myrotworeć”. Jako odpowiedź przewodniczący Rady Najwyższej Dmytro Razumkow powiedział o braku możliwości zamknięcia strony internetowej przez decyzję Rady Najwyższej.

## Krytyka
Deputowany ludowy Ukrainy Ihor Łucenko we wrześniu 2017 zarzucił portalowi internetowemu „Myrotworeć”, że stał się on narzędziem politycznej manipulacji po wprowadzeniu do bazy danych byłego prezydenta Gruzji Micheila Saakaszwilego i przywódczyni Batkiwszczyny Julii Tymoszenko, którzy buntowniczo naruszyli granicę państwową Ukrainy. Zwrócił też uwagę, że w przeciwieństwie do Tymoszenko i Saakaszwilego ukraiński polityk Wiktor Medwedczuk nie został wpisany do bazy „Myrotworeć”. Nastąpiło to dopiero w lutym 2019.
Portal budzi kontrowersje m.in. w Polsce, ponieważ w bazie danych znalazły się nazwiska obywateli Polski, w tym polityków, którzy publicznie wyrażali swoje opinie na temat konfliktu ukraińsko-rosyjskiego, polityki Kijowa, kwestii historycznych i gospodarczych.

## Reprezentacja w Internecie
Oprócz głównej strony internetowej https://myrotvorets.center/ i jej kopii, które zawierają bazę danych terrorystów i najemników, Centrum jest właścicielem strony https://ordilo.org/, na której po opracowaniu pracowników Centrum zamieściły archiwa korespondencji urzędników DRL i LRL, oraz także ich rosyjskich kuratorów. Oprócz tego, na stronie internetowej https://myrotvorets.news/ publikowane są „raporty” o zorganizowanych przez Centrum operacji.
3 sierpnia 2016 r. strona internetowa „Myrotworeć” została zarejestrowana jako środek masowego przekazu. 6 sierpnia 2016 r. prawnik Aleksy Romanow powiedział, że strona „Myrotworeć” (Myrotvorec.center), jak również jej kopie, zostały zarejestrowane na osobę fizyczną Oksana Tinkoff w Tajlandii. Oprócz tego, na tę samą osobę są zarejestrowane kopie „Myrotworeć” – domeny psb4ukr.org, psb4ukr.in, psb4ukr.ninja, metelyk.org.

## Powiązane projekty
W styczniu 2018 r. na Litwie startował internetowy projekt „Vatnikas” („Watniki”), który jest odpowiednikiem ukraińskiego Centrum „Myrotworeć”.
Po brutalnym rozwiązywaniu demonstracji w Moskwie latem 2019 roku w Rosji ogłoszono o stworzeniu projektów „Scanner” i „Rosyjski Słoń” (autorem drugiego projektu jest rosyjskojęzyczny programista, który mieszka w Estonii). Celem projektów jest ujawnienie funkcjonariuszy policji i Gwardii Narodowej Rosji, którzy brali udział w tłumieniu protestów.